# Porter
Porter er en meget mørk, overgæret øltype med oprindelse i England. Historien og udviklingen af porter og stout er nært beslægtet og sammenflettet.

## Historie
Der findes mange forskellige historier om porterens oprindelse, og selv i dag er dens opståen ikke fastslået med sikkerhed. Én historie fortæller, at porteren blev opfundet ved en fejltagelse:
Efter kornet er forspiret for at blive til malt, skal det tørres på en stor rist og vendes engang imellem med en stor skovl. Den mand, der skulle vende kornet var faldet i søvn en dag, og kornet var blevet brændt og helt sort. Man lavede dog alligevel en portion øl af det, som så skulle sælges billigt til havnearbejderne, der drak hvad som helst. Havnearbejderne kunne godt lide den næsten sorte øl og bad om mere. Derfor begyndte brygmesteren at brænde kornet med vilje, og det er i dag en meget anerkendt øl. Navnet "porter" kommer af det engelske ord for "havnearbejder", "porter".

## Baltisk porter
I det 18. århundrede begyndte engelske bryggerier at eksportere øl til landene omkring Østersøen. Deriblandt en variant af porter, som havde en højere alkoholprocent end andre portere. Den blev meget populær, og de lokale bryggerier overtog hurtigt produktionen. Den var oprindeligt overgæret, men da undergæring begyndte at vinde frem, begyndte de lokale at brygge deres porter med undergær. Det giver en meget frisk porter, som ikke er så sød som traditionelle portere. Eksempler på denne øltype er Carlsbergs Carls Porter (tidligere Gl. Carlsberg Porter), Royal Unibrews Royal Stout (tidligere Ceres Porter) samt Willemoes og Nøgne Øs Porter.

## Porter i Nordeuropa
- Thisted Bryghus
Limfjordsporter
Danmark
- Carlsberg
Carnegie Porter
Sverige
- Sinebrychoff
Koff Porter
Finland
- Bergquell-Brauerei
Lausitzer Porter
Tyskland
- Żywiec
Porter bałtycki
Polen
- A. Le Coq
Porter
Estland